# Richard L. Anderson
Richard L. Anderson ist ein Tontechniker.

## Leben
Anderson begann seine Karriere Anfang der 1970er Jahre, sein Filmdebüt war der Blaxploitationfilm The Final Countdown mit Billy Dee Williams in der Hauptrolle. Bei George Lucas’ Science-Fiction-Film Krieg der Sterne war er 1977 für den Schnitt der Soundeffekte zuständig. 1982 wurde er gemeinsam mit Ben Burtt mit dem Special Achievement Award für den Soundeffektschnitt von Steven Spielbergs Jäger des verlorenen Schatzes ausgezeichnet. Im darauf folgenden Jahr war er für Poltergeist für den Oscar in der Kategorie Bester Tonschnitt nominiert. Eine weitere Nominierung erfolgte 1997 für Daylight. Anderson war zwischen 2000 und 2008 insgesamt 12 Mal für den Golden Reel Award nominiert, konnte die reguläre Auszeichnung jedoch nie gewinnen. 2007 erhielt er den Career Achievement Award den Ehrenpreis der Motion Picture Sound Editors.
Neben seinen weit über 100 Spielfilmen war Anderson gelegentlich auch für das Fernsehen tätig. Er arbeitete an einer Reihe von Fernsehfilmen, sowie an zwei Folgen der Fernsehserie Unglaubliche Geschichten. 1986 wurde er hierfür mit dem Primetime Emmy ausgezeichnet.

## Filmografie (Auswahl)
- 1977: Krieg der Sterne (Star Wars)
- 1979: Star Trek: Der Film (Star Trek: The Motion Picture)
- 1981: Jäger des verlorenen Schatzes (Raiders of the Lost Ark)
- 1982: Poltergeist
- 1984: Gremlins – Kleine Monster (Gremlins)
- 1985: Die Farbe Lila (The Color Purple)
- 1988: Beetlejuice
- 1990: Edward mit den Scherenhänden (Edward Scissorhands)
- 1992: Batmans Rückkehr (Batman Returns)
- 1995: Apollo 13
- 1996: Daylight
- 1999: Sleepy Hollow
- 2001: Planet der Affen (Planet of the Apes)
- 2005: Das Schwiegermonster (Monster-in-Law)
- 2007: Shrek der Dritte (Shrek the Third)
- 2011: The Rum Diary
- 2014: 22 Jump Street

## Auszeichnungen (Auswahl)
- 1982: Special Achievement Award für Jäger des verlorenen Schatzes
- 1983: Oscar-Nominierung in der Kategorie Bester Tonschnitt für Poltergeist
- 1997: Oscar-Nominierung in der Kategorie Bester Tonschnitt für Daylight